# Principado da Transilvânia
O Principado da Transilvânia foi um Estado semi-independente, sob a suserania do Império Otomano, governado principalmente por príncipes calvinistas húngaros. Existiu de 1570 a 1711.

## Reino Húngaro Oriental e família Szapolyai

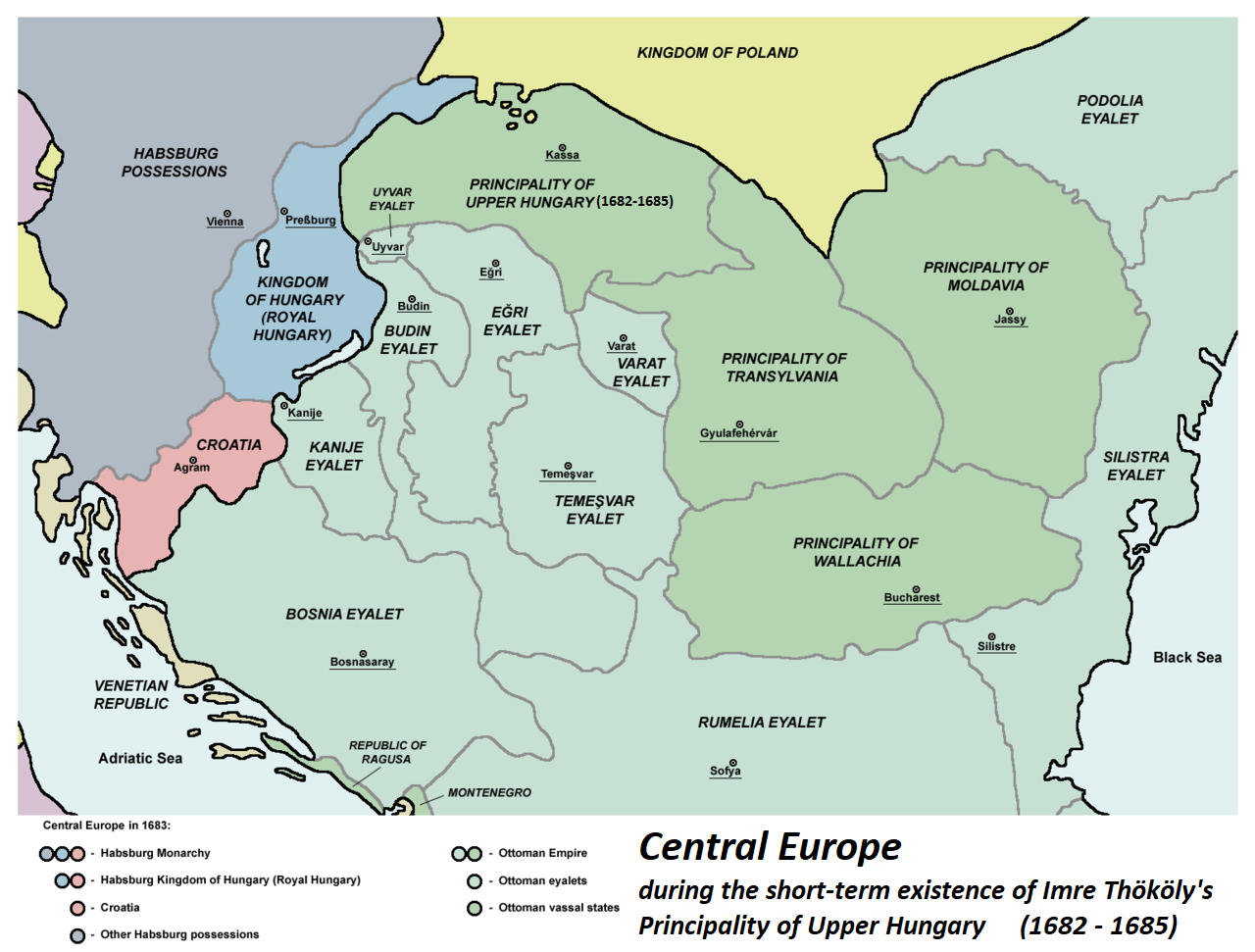
A partilha da Hungria entre os impérios Habsburgo e Otomano durou mais de 150 anos, depois da Batalha de Mohács, em 1526.

Em 29 de agosto de 1526 o exército do sultão Solimão do Império Otomano infligiu uma derrota decisiva nas forças húngaras em Mohács. João Zápolya, que se dirigiu ao campo de batalha com um exército considerável, não participou da batalha por motivos obscuros. O jovem rei Luís II da Hungria e Boêmia foi morto em combate, assim como muitos de seus soldados. Szapolyai foi eleito rei da Hungria, enquanto Fernando da Casa dos Habsburgo alegou ter direito ao trono do país. Na disputa que se seguiu Szapolyai recebeu o apoio de Solimão - que após a morte do primeiro, em 1540, ocupou Buda e a Hungria central, sob o pretexto de proteger João II Zápolya, filho de João I Zápolya. A Hungria agora estava dividida em três partes: o oeste e o norte da Hungria Real, a Hungria Otomana e o Reino Húngaro Oriental, sob suserania otomana, que posteriormente se tornou o Principado da Transilvânia, onde as influências austríacas e turcas disputaram a supremacia por quase dois séculos. Os magnatas húngaros da Transilvânia precisaram recorrer a uma política de duplicidade para preservar sua independência.

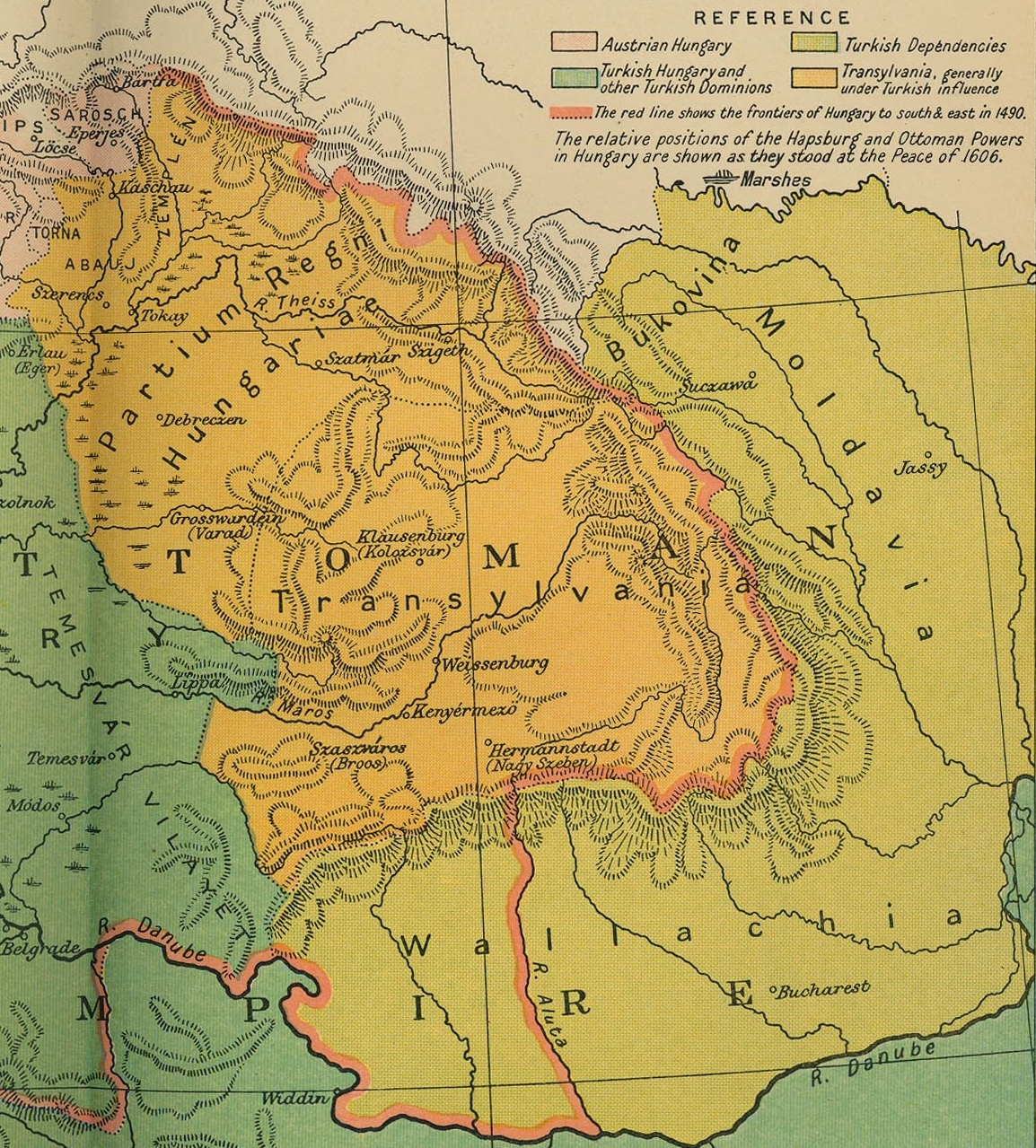
Principado da Transilvânia.